# Kristín Jónsdóttir

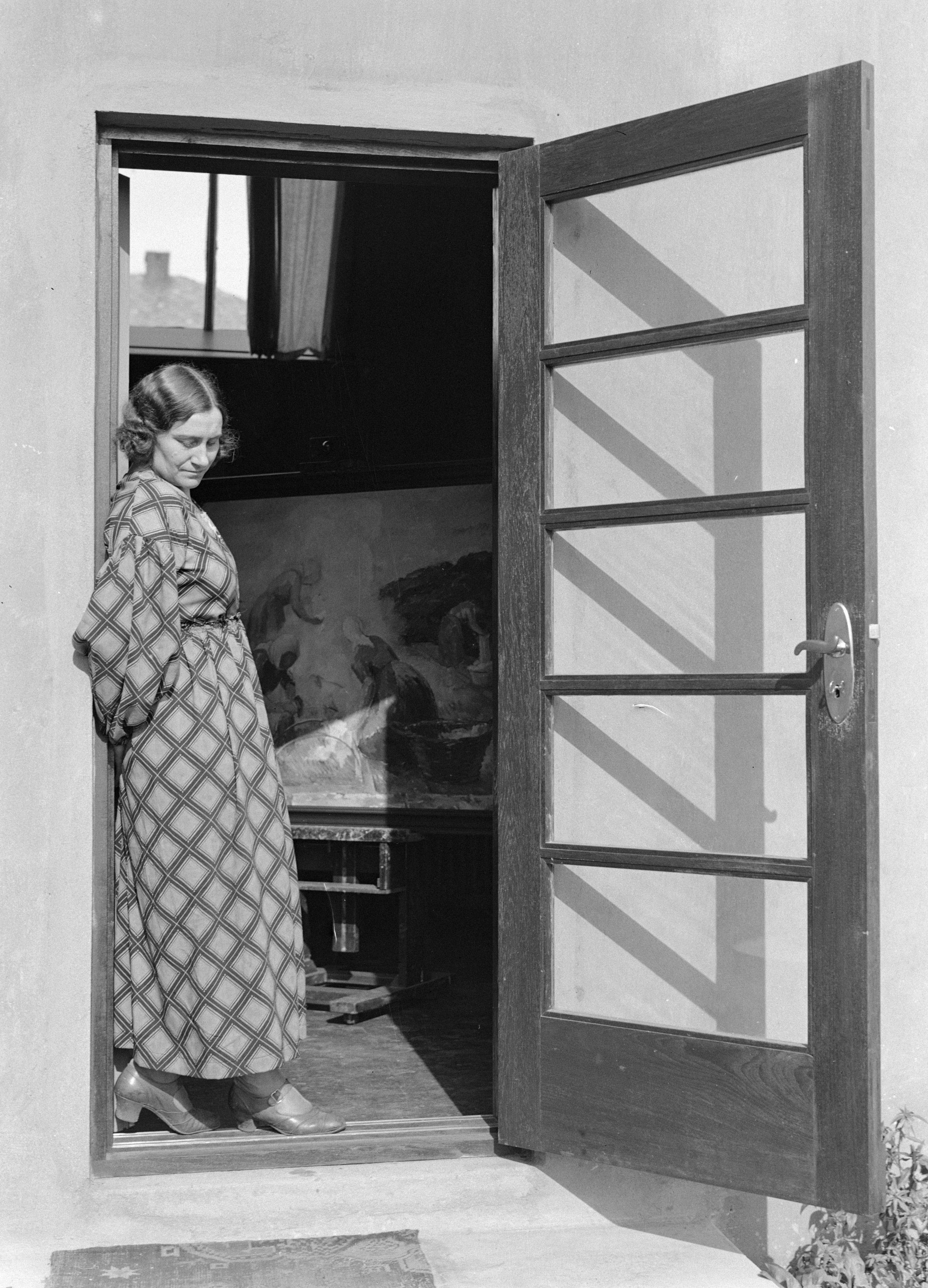
Kristín Jónsdóttir bij de deur van haar atelier (1934)

Kristín Jónsdóttir (Arnarnes bij Eyjafjörður, 25 januari 1888 – 24 augustus 1959) was een IJslandse kunstschilderes.

## Leven en werk
Kristín studeerde in 1916 als eerste IJslandse vrouw af aan de Koninklijke Deense Kunstacademie in Kopenhagen. Tijdens haar studietijd volgden nog drie IJslandse kunstenaars een opleiding aan de academie: Jóhannes Sveinsson Kjarval, Guðmundur Pétursson Thorsteinsson (Muggur) en Júlíana Sveinsdóttir. Kristín en Júlíana waren IJslands eerste professionele kunstenaressen. In 1924 verhuisde Kristín terug naar IJsland, samen met man en dochter. Ze reisde door het land om de IJslandse natuur te schilderen, zoals de waterval de Gullfoss. Het gezinsleven, met name de geboorte van nog een dochter, leidde ertoe dat zij steeds meer binnenshuis schilderde. Met name door haar stillevens en bloemen werd ze bekend.

## Tentoonstellingen
Kristíns werk was in veel tentoonstellingen te zien, onder andere:
- 2015, Konur stíga fram – svipmyndir 30 kvenna í íslenskri myndlist, National Gallery of Iceland
- 1988, Kristín Jónsdóttir: Kyrra líf, National Gallery of Iceland
- 1980, Listahátíð í Reykjavík, Reykjavik Art Museum